# شريان حنكي صاعد
الشريان الحنكي الصاعد هو شريان يقع في الرأس ويتفرع من الشريان الوجهي. ويغذي كلٌ من الحنك والعضلة العاصرة البلعومية العليا و اللوزة الحنكية.